# مترو (شهر)
مترو (به لاتین: Metro) یک منطقهٔ مسکونی در اندونزی است که در لامپونگ واقع شده‌است.
 مترو ۶۸٫۷۴ کیلومتر مربع مساحت و ۱۵۸٬۴۱۵ نفر جمعیت دارد و ۳۰–۶۰ متر بالاتر از سطح دریا واقع شده‌است.